# 1197
1197 (MCXCVII) je bilo navadno leto, ki se je po julijanskem koledarju začelo na sredo.

## Dogodki

### Sicilski upor in nemška križarska vojna 1197
- Vsespološen upor je zahteval ponovno intervencijo rimsko-nemškega cesarja in kralja Henrika VI.
- Henrik VI. kot dedič normanski zahtev po Balkanu grozi z invazijo na Konstantinopel. Cesar Aleksej III. Angel ga pomiri z izplačilom tributa.
- Damaščanski emir Al-Adil I. zavzame Jaffo.
- 10. september - Jeruzalemski kralj Henrik II. Šampanjski po nesreči pade skozi okno. Kljub razmeroma nizki višini (prvo nadstropje) dobi smrtne poškodbe. Z vladanjem nadaljuje kraljica Izabela I., ki se še istega meseca poroči s ciprskim kraljem Amalrikom.
  - Grofijo Šampanjo nasledi grofov sin Teobald III.

- 28. september → Med zatiranjem upora v Mezzogiornu zaradi malarije v Messini umre Henrik VI.. Na prestolu nemškega in sicilskega kralja ga nasledi triletni Friderik II. (oziroma Friderik I. kot sicilski kralj). Prestol nemškega kralja[1] je voljen, zato je trenutno prazen. Regentstvo prevzame cesarica-vdova Konstanca, ki se osredotoči predvsem na vodenje Sicilije, nemški del zapuščine pa pusti vnemar.
- oktober - Sicilska flota z nemškimi križarji izvede kratko križarsko vojno, v kateri sta zavzeti mesti Bejrut in Sidon. S tem je zavzet povezan pas obalnega ozemlja med Akkonom in Tripolijem. ↓
- → Ko izve sicilska flota z nemškimi križarji za smrt cesarja, se vrne domov.

### Ostalo
- 28. april - Umrlega Rhysa ap Gruffydda, valižanskega kralja žepne kraljevine Deheubarth, ki se je po smrti Henrika II. ponovno nekoliko vzdignila na račun kambronormanske Valižanske marke, nasledi najstarejši sin Gruffydd ap Rhys II., vendar ga v velikem delu Deheubartha kmalu spodnese mlajši Maelgwn ap Rhys.
- 15. junij - Umrlega češkega vojvodo Henrika Bržetislava nasledi daljni sorodnik Vladislav III., vendar šele po smrti Henrika VI. tega leta. Še istega leta je po kratkem napenjanju mišic z mlajšim bratom Otokarjem zamenjal češko vojvodino za moravsko marko. Novi češki vojvoda je tako Otokar I., novi moravski mejni grof pa Vladislav.
- Henrik VI. preda vojvodino Luksemburg v fevd Teobaldu I., vojvodi Bara (danes Barrois, Francija).
- jesen - Ob obilni móči zahodni del Evrope zabeleži katastrofalno slabo letino, ki ji v istem sorazmerju sledi ena najhujših lakot zadnjih dveh stoletij.
- Bolgarija: po bratu Ivanu Asenu je umorjen še drugi voditelj protibizantinskega upora Peter IV.. Vodenje upora v nastajajočem drugem bolgarskem cesarstvu prevzame najmlajši Kalojan.
- Genovčani se polastijo Krfa.
- Švabski vojvoda Filip Hohenstaufen se poroči z bizantinsko princeso Ireno Angelino, hčerko odstavljenega cesarja Izaka II. Angela.
- Almoravidi z Balearskih otokov oplenijo mesto Touloun in - kot običajno - priobalne Lérinske otoke.
- Rekonkvista: portugalski kralj Sančo I. prežene Almohade iz mesta Silves.
- Škotska: ker se ime mučeniškega škofa Thomasa Becketa dobro trži, mu posvetijo samostan še na Škotskem v  Arbroathu.
- Angleški kralj Rihard Levjesrčni nadaljuje z gradnjo pregrešno drage trdnjave Gaillard v Normandiji in s tem preko zmožnosti izčrpava kraljeve finance in podložnike. 1198 ↔
- Dokončan je londonski zapor Fleet.
- Pariz: velika povodenj uniči vse mostove čez Seno.
- Požar uniči mesto Münster (v današnji Vestfaliji).
- Andi: Inki ustanovijo na območju starejše indijanske kulture Killke mestno kraljevino Cusco, prvo državno tvorbo, ki je postopoma prerasla v Inkovski imperij.

## Rojstva
- 22. oktober - cesar Džuntoku, 84. japonski cesar († 1242)
- Amadej IV., savojski grof († 1253)
- Ibn al-Baitar, španski muslimanski zdravnik, botanik, farmacevt († 1248)
- Mafalda Portugalska, infantinja, kastiljska kraljica, blažena († 1256)
- Neža Asiška, italijanska redovnica, svetnica, mlajša sestra Klare Asiške († 1253)
- Nikefor Blemid, bizantinski teolog in filozof  († 1272)
- Peter IV., bolgarski car
- Rajmond VII., touluški grof, izobčenec († 1249)
- Rihard iz Chichesterja, škof Chichesterja, svetnik († 1253)
- William de Braose, kambronormanski plemič († 1230)

## Smrti
- 28. april - Rhys ap Gruffydd, valižanski kralj  Deheubartha (* 1132)
- 15. junij - Henrik Bržetislav III., češki vojvoda
- 10. september - Henrik II. Šampanjski, grof, jeruzalemski kralj (* 1166)
- 28. september - Henrik VI., rimsko-nemški cesar, sicilski kralj (* 1165)
- Margarit iz Brindisija, sicilski admiral (* 1149)
- Margareta Francoska, princesa, kraljica Anglije in kasneje Ogrske (* 1158)
- Peter IV., bolgarski car (* ni znano)
- William Longchamp, angleški lord kancler, škof Elyja